# Diversidad sexual en Paraguay
Las personas de la diversidad sexual y de género en Paraguay se enfrentan a ciertos desafíos legales y sociales no experimentados por otros residentes. La homosexualidad se ha tratado históricamente como un tabú dentro de la sociedad paraguaya. Tanto la actividad sexual entre hombres como entre mujeres es legal, sin embargo, las parejas homosexuales y los hogares encabezados por parejas del mismo sexo no son elegibles para todas las protecciones sociales y legales disponibles para las parejas casadas heterosexuales. Incluso las personas lesbianas, gais, bisexuales, transgénero e intersexuales (LGBTI) pueden enfrentar penas legales ya caducadas en otros países.
Si bien la diversidad sexual suele ser más aceptada entre la generación joven, actualmente la mayoría de la opinión pública manifiesta una fuerte tendencia conservadora con respecto a la homosexualidad, demostrando un rechazo mayoritario a los derechos de las minorías sexuales, incluso en comparación con otros países sudamericanos. La Iglesia católica ha ejercido una fuerte influencia opositora a las uniones homosexuales en el país, no obstante, durante la visita del papa Francisco a Paraguay en 2015, representantes de organizaciones de la comunidad LGBTI fueron invitados a una recepción junto a otros líderes sociales. [cita requerida]
Pese a esto, Paraguay sigue siendo uno de los países más conservadores de América del Sur, donde 
cuestiones como las temáticas LGBT, el aborto, la eutanasia, entre otras, aún son, en gran medida, evitadas tanto por políticos como por la sociedad paraguaya en general, en parte debido a la gran influencia que tiene la Iglesia católica en el país, siendo este a su vez el país más religioso del subcontinente.

## Historia

### Dictadura de Stroessner (1954-1989)
Las muertes de Bernardo Aranda en 1959 y Mario Luis Palmieri en 1982, fueron dos de los casos de persecución y represión a homosexuales más emblemáticos de la dictadura encabezada por Alfredo Stroessner.
Ambos casos, caracterizados por la detención arbitraria de un gran número de hombres respecto a quienes las autoridades suponían eran homosexuales, dando origen a la persecución a los «amorales», como les llamaba la prensa escrita, bajo el pretexto de estar involucrados en ambos crímenes.
La falta de aceptación, tanto legal como social de la homosexualidad, forzaba a los gais a vivir en la clandestinidad; la vida social se restringía a grupos reducidos de amigos y a ciertas reuniones sociales de forma oculta o disfrazada. La dificultad de organizarse, el desconocimiento de los derechos y la imposibilidad de ejercerlos, hacían mucho más agravante la situación. Existían muy pocas posibilidades de construir una relación estable. La fuerte represión social obligaba a los hombres gais a tener encuentros furtivos, donde el anonimato era la tarjeta de presentación por el temor de ser delatado como homosexual, y así sufrir la represión de la dictadura.
Las primeras personas trans conocidas públicamente en Asunción fueron probablemente las travestis que tomaron como su espacio la Escalinata de Antequera y Castro, lugar donde, sin la posibilidad de ser aceptadas por sus familiares, la falta de empleo las obligaba a instalarse allí para el comercio sexual como única salida laboral posible. En ese lugar, en varias ocasiones fueron detenidas y trasladadas al Departamento de Investigaciones, dependencia policial en la que sufrían tratos denigrantes.
En los últimos tiempos de la dictadura existieron lugares destinados a la recreación nocturna en la que muchos de sus asistentes eran considerados homosexuales. Estos sitios eran conocidos por las autoridades, ya que con el sistema de inteligencia, era imposible la realización de actividad alguna sin que esta llegase a su conocimiento. En los momentos de crisis, la policía irrumpía en estos encuentros para realizar violentas redadas y apresamientos arbitrarios.

#### Caso 108
El caso 108 empezó el martes 1 de septiembre de 1959, cuando fue encontrado, aparentemente quemado, en la pieza que habitaba, el conocido y prestigioso locutor de radio Comuneros, Bernardo Aranda, de 25 años de edad. Como las autoridades sospechaban que Aranda era homosexual, se imputó arbitrariamente que los autores del crimen también lo eran y, por lo tanto, cualquier homosexual podría estar involucrado. Las circunstancias de su muerte dieron comienzo a una ardua investigación judicial, médica, y policial por parte de las autoridades de la dictadura. La prensa de la época inicia un seguimiento constante desde el mismo día del trágico acontecimiento, tomando rápidamente notoriedad en la sociedad debido a la tesis del origen pasional del asesinato. Los prejuicios se apoderaron de la opinión pública, que asoció inmediatamente la homosexualidad con el crimen.
Desde el 2 de septiembre y en los días siguientes, la policía realizó varias redadas en las que se detuvo 
arbitrariamente a muchas personas para averiguaciones, siendo la mayoría hombres que se suponían eran homosexuales. Por otro lado, las declaraciones oficiales publicadas en los medios el 3 de septiembre señalaban que: «Hasta ahora no se ha practicado ninguna detención preventiva. Recién sucederá cuando se aclare la causa de la muerte del locutor». Las actuaciones policiales no se daban a conocer, al contrario de lo que era costumbre en la época. La discreción de la policía respondía a no alertar a los otros supuestos homosexuales, para evitar que estos escaparan hacia otro destino.
El miércoles 9, por primera vez sale a la luz pública, que las personas detenidas, «son de dudosa conducta moral», estas son, al entender de la época, personas homosexuales. El sábado 12 de septiembre, a raíz de las detenciones realizadas durante esa madrugada, aparece una publicación en el diario El País con el titular: «108 personas de dudosa conducta moral están siendo interrogadas». Tras conocerse los resultados de la autopsia, donde se certifica que el deceso de Aranda se produjo a causa de «asfixia por sofocación debido a los gases en combustión», la cantidad de hipótesis sobre su muerte aumentó notablemente, siendo la prensa la que se refería constantemente a la «logia de amorales», como culpable del crimen.
El 30 de septiembre, una carta anónima, titulada La carta de un amoral, es publicada en el diario El País, donde se defiende por primera vez los derechos de los homosexuales en el país:

«Señor Director:
A El PAÍS le ha parecido justo bautizar con el nombre de “lacra social” a un grande y respetable número de personas honradas, que son tales, porque respecto a sus vidas hacen de ella un motivo moderado de placer, sin ofender a los demás, tan moderado, y silencioso, como corresponde a las sanas actividades íntimas, a diferencia de los placeres desenfrenados que también en el seno de la sociedad llamada culta suelen desembocar en públicos escándalos. 
Nosotros creemos que EL PAIS se equivoca fundamentalmente, tal vez porque en vez de reflexionar social, humana y filosóficamente, le resulte más fácil usar epítetos para lastimar a personas dignas de toda consideración. 
Nosotros seguimos una vocación que es tan antigua como la propia humanidad, y en este siglo de consagración de todos los derechos humanos, nadie puede negarnos el derecho de hacer de nosotros mismos, de nuestro continente físico, lo que queremos, sin incomodar a los otros que no quieran hacer lo mismo.
Los moralistas de EL PAÍS están errados, porque en esta materia no existe moral colectiva, sino moral individual, y nosotros somos individualistas por principios filosóficos. Si Uds. persisten en el error, perderán tiempo, y nosotros no perdemos nada». Anónimo.
«La Carta de un Amoral», publicación del diario El País, página 2, miércoles 30 de septiembre de 1959.

## Legislación y derechos de la diversidad sexual

### Legalización de la homosexualidad
Las actividades sexuales entre personas del mismo son legales en el Paraguay desde 1990.cuando fue promulgada la Ley 104/90, que modificaba la redacción del artículo 325 del Código Penal, eliminando todas las referencias a la sodomía y a personas homosexuales, anteriormente se castigaban con penas similares las del delito de violación.
El 21 de julio de 1880 fue promulgado el primer Código Penal de la República del Paraguay, en su artículo 256 dicho texto legal castiga a los reos por el delito de sodomía bajo las mismas penas que los delitos de violación.
Treinta años más tarde, el 21 de febrero de 1910, fue promulgado un nuevo Código Penal, que continuaba penalizando la sodomía mediante su artículo 325 y que nuevamente equiparaba las penas por dicho delito a las condenas por violación.
Luego de la caída de la dictadura de Alfredo Stroessner se realizaron diversas reformas legales, y entre ellas se encontraba la Ley 104/90, promulgada el 14 de diciembre de 1990 y que modificaba la redacción del artículo 325 del Código Penal, eliminando todas las referencias a la sodomía y a personas que tenían relaciones con personas de su mismo sexo, despenalizando oficialmente la homosexualidad en Paraguay.

### Edad de consentimiento sexual
La edad de consentimiento en Paraguay es de 14 años para relaciones heterosexuales. Sin embargo, para las relaciones homosexuales, la edad de consentimiento es de 17 años tanto entre  hombres como entre mujeres.
En 16 de julio de 2008 se promulgó la Ley 3440 que Modifica varias disposiciones de la Ley 1.160/97 Código Penal:

Artículo 137. Estupro.
1. El hombre que por medio de la persuasión lograra realizar el coito extramarital con una mujer de catorce a dieciséis años, será castigado con pena de multa.
2. Cuando el autor sea menor de dieciocho años se podrá prescindir de la pena.
Ley 3440 (2008).

Artículo 138. Actos homosexuales con personas menores.
El que siendo mayor de edad realizara actos sexuales con una persona del mismo sexo, de catorce a dieciséis años, será castigado con pena privativa de libertad de hasta dos años o con multa.
Ley 3440 (2008).

El tipo penal de actos homosexuales con menores (artículo 138) es un tipo agravado de estupro (artículo 137) ya que se establece una pena más elevada.

### Reconocimiento de uniones del mismo sexo
No existe reconocimiento legal de parejas del mismo sexo. Desde 1992, la Constitución del Paraguay limita el matrimonio, las uniones de hecho y la familia a "un hombre y una mujer". Los artículos relacionados, parte del "Capítulo IV de los derechos de la familia", son los siguientes:
- Artículo 49, de la protección a la familia:

La familia es el fundamento de la sociedad. Se promoverá y se garantizará su protección integral. Esta incluye a la unión estable del hombre y de la mujer, a los hijos y a la comunidad que se constituya con cualquiera de sus progenitores y sus descendientes.

- Artículo 50, del derecho a constituir familia:

Toda persona tiene derecho a constituir familia, en cuya formación y desenvolvimiento la mujer y el hombre tendrán los mismos derechos y obligaciones.

- Artículo 51, del matrimonio y de los efectos de las uniones de hecho:

La ley establecerá las formalidades para la celebración del matrimonio entre el hombre y la mujer, los requisitos para contraerlo, las causas de separación, de disolución y sus efectos, así como el régimen de administración de bienes y otros derechos y obligaciones entre cónyuges.

Las uniones de hecho entre el hombre y la mujer, sin impedimentos legales para contraer matrimonio, que reúnan las condiciones de estabilidad y singularidad, producen efectos similares al matrimonio, dentro de las condiciones que establezca la ley.

- Artículo 52, de la unión en matrimonio:

La unión en matrimonio del hombre y la mujer es uno de los componentes fundamentales en la formación de la familia.

Además, el artículo 140 del Código Civil indica expresamente que no pueden contraer matrimonio entre sí las personas del mismo sexo.
En julio de 2010, la organización "SOMOSGAY" anunció su intención de presentar un proyecto de ley de matrimonio entre personas del mismo sexo ante el Parlamento.
En agosto de 2011, la Represa Binacional de Itaipú emitió la Resolución Nº 6207/11, que establece beneficios sociales, específicamente sobre el seguro médico privado, para las parejas del mismo sexo que trabajan en la entidad. Los interesados deben presentar una declaración en la que designen al conviviente del mismo sexo como su pareja. Como requisito, el régimen de convivencia debe tener un mínimo de seis meses. La disposición equipara en derechos a los funcionarios y funcionarias con sus pares de Brasil, donde se reconoce legalmente las uniones del mismo sexo.

### Adopción
La actual Ley de adopción no impide explícitamente la posibilidad de que parejas del mismo sexo o personas solteras homosexuales adopten niños en el Paraguay. Desde 1997, la Ley de Adopciones establece que las personas solteras de uno u otro sexo, pueden adoptar independientemente de su estado civil. En el proceso de adopción, los matrimonios, las uniones de hecho y las mujeres solteras tienen preferencia en igualdad de condiciones. Sin embargo, de igual forma, han logrado concretarse adopciones por parte de hombres solteros.

### Legislación contra la discriminación
En Paraguay, no existe protección legal amplia contra la discriminación LGBTI mediante una ley antidiscriminación, sin embargo, algunas leyes específicas y decretos contemplan en sus artículos la prohibición de discriminación o protección basada en la orientación sexual o la identidad de género, tales como:
- Ley 5162/2014 Código de Ejecución Penal, Título II sobre Ejecución de medidas impuestas a adolescentes, Capítulo III, parte del artículo 274 establece que: "Cuando se deba alojar adolescentes en dormitorios colectivos, se tendrán en cuenta la edad, la orientación sexual y el grado de desarrollo psíquico para la distribución respectiva."[17]

- Decreto 6973 por el cual se reglamenta la Ley 577/2016 de "Protección integral a las mujeres contra toda forma de violencia", en su artículo 3 sobre "Personas protegidas" establece que la protección de la mujer en situación de violencia sin ningún tipo de discriminación en razón de la orientación sexual.[18]

- Ley 6149/2018 de Protección y Facilidades para la Naturalización de las Personas Apátridas, en su artículo 9 sobre "No discriminación" establece que: "Las autoridades garantizarán el libre y pleno ejercicio de todos los derechos reconocidos en esta ley a la persona apátrida o solicitante del reconocimiento de tal condición que se encuentre sujeta a la jurisdicción del país, sin discriminación alguna por motivos de orientación sexual y la identidad de género."[19]

- Ley 6534/2020 de Protección de Datos Personales Crediticios, en su artículo 3(b) define como datos personales sensibles "Aquellos que se refieran a la esfera intima de su titular, o cuya utilización indebida puedan dar origen a discriminación o conlleve un riesgo grave para este. Se consideran sensibles los datos personales que puedan revelar aspectos como origen racial o étnico; creencias o convicciones religiosas, filosóficas y morales; afiliación sindical; opiniones políticas; datos relativos a la salud, a la vida, preferencia u orientación sexual, datos genéticos o datos biométricos dirigidos a identificar de manera univoca a una persona física."[20]

La Constitución establece en su artículo 46: “Todos los habitantes de la República son iguales en dignidad y derechos. No se admiten discriminaciones. El Estado removerá los obstáculos e impedirá los factores que las mantengan o las propicien. Las protecciones que se establezcan sobre desigualdades injustas no serán consideradas como factores discriminatorios sino igualitarios”.
El artículo 48 sobre "Principio de Igualdad" del Reglamento Interno del Ministerio de la Defensa Pública,
establece que "en el ejercicio de la potestad disciplinaria, los sujetos obligados serán tratados sin discriminación alguna por razones de género, preferencias políticas, religión, raza, condición social, orientación sexual, o por cualquier otro motivo que vulnere el principio constitucional de 
igualdad ante la ley.

#### Proyectos de ley
En 2007, los senadores Carlos Filizzola y Miguel Abdón Saguier presentaron el "Proyecto de Ley Contra Toda Forma de Discriminación", que incluía como categorías protegidas la orientación sexual y la identidad de género.
En noviembre de 2014, tras 7 años de haber sido presentado, el Senado rechazó y archivó definitivamente el proyecto, con 21 votos en contra, 17 a favor, una abstención y seis ausencias.
En noviembre de 2015, un proyecto de ley contra toda forma de discriminación, que incluye la orientación sexual y la identidad de género, fue presentado nuevamente en el Congreso. El proyecto fue presentado por la Red Contra Toda Forma de Discriminación y los legisladores Carlos Filizzola, Miguel Abdón Saguier, Adolfo Ferreiro y Blanca Fonseca.

### Identidad y expresión de género
En Paraguay, a las personas transgénero no se les permite cambiar legalmente su nombre y sexo en los documentos oficiales. En diciembre de 2016, dos mujeres trans interpusieron una demanda para cambiar su nombre, basada en el artículo 25 de la Constitución sobre libertad de expresión y libre construcción de identidad, y el artículo 42 del Código Civil que permite el cambio de nombre. En mayo de 2017, se autorizó el cambio de nombre solicitado por la activista de la Asociación Panambi, Yren Rotela Ramírez, siendo el primer caso del país por el cual se ordena el cambio de nombre de una persona transgénero. Sin embargo, la Fiscalía en lo Civil y Comercial apeló el fallo y la acción debe ser resuelta por un Tribunal de Apelación en lo Civil y Comercial.

#### Resoluciones ministeriales
El "Protocolo de Atención a Personas Trans Privadas de Libertad" aprobado por la Resolución 744 del Ministerio de Justicia en agosto de 2015, entre otras disposiciones, establece como objetivo mejorar la atención y asegurar el goce de los derechos garantizando la igualdad y la no discriminación en el trato. En el ámbito administrativo se señala que las personas trans privadas de libertad no deben ser objeto de ningún acto degradante, garantizar el acceso a la salud, dejar constancia de cómo se hacen llamar, la generación de datos estadísticos, y capacitar al personal para el trato adecuado a las personas trans.
En octubre de 2016, el Ministerio de Salud Pública y Bienestar Social aprobó la Resolución 695 estableciendo que todas las personas transgénero pueden utilizar su nombre social en los registros médicos, historiales clínicos y formularios. También se establece que los funcionarios que trabajan en las Redes Integradas e Integrales de Servicios de Salud (RIISS), deben proporcionar asistencia y tratar obligatoriamente a los pacientes transgénero con el nombre social con el que se identifican.

### Terapias de conversión
En Paraguay no existe norma legal que prohíba directa y explícitamente la práctica o los esfuerzos para modificar la orientación sexual, la identidad de género o la expresión de género de una persona. Sin embargo, desde noviembre de 2022, la Ley sobre Salud Mental establece una prohibición del diagnóstico la cual impide que los profesionales de la salud participen legalmente en "terapias de conversión".
- La Ley 7018 de Salud Mental, promulgada el 15 de noviembre de 2022, en su artículo 3 establece: "En ningún caso puede hacerse diagnóstico en el campo de la salud mental sobre la base exclusiva de [...] la elección o identidad sexual".[31]

### Servicio militar
No existe prohibición oficial que impida el ingreso de personas lesbianas, gais y bisexuales a las filas de las Fuerzas Armadas y la Policía Nacional. En junio de 2010, la Cámara de Diputados rechazó, por 42 votos en contra y 4 a favor, un proyecto de ley que prohibía el ingreso de homosexuales en las Fuerzas Públicas.
Donacion de sangre
No existe ninguna prohibición o restricción de donar sangre a personas homosexuales o bisexuales, la Ley paraguaya no limita la donación de sangre en base a la orientación sexual, por lo que los homosexuales pueden donar sangre siempre y cuando lleven una vida sexual responsable y no tengan múltiples parejas sexuales de acuerdo con el banco de sangre.

## Opinión pública
De acuerdo a una encuesta del Centro de Investigaciones Pew, publicada en 2014, en Paraguay un 82 % de los encuestados estaba de acuerdo con la frase «El comportamiento homosexual es moralmente incorrecto», mientras que un 10 % estaba en desacuerdo. La misma encuesta publicada en 2014 reveló que el 81 % de los paraguayos encuestados se oponían a permitir que las parejas homosexuales se casen legalmente y que solamente el 15 % de los paraguayos encuestados apoyaba el matrimonio entre personas del mismo sexo.

## Movimiento LGBT
El movimiento LGTB paraguayo tiene como antecedente principal la creación de la primera organización en 1996, naciendo la Comunidad Homosexual del Paraguay (CHOPA). En 1999 surge otra organización denominada Grupo de Acción Gay Lésbico (GAG-L).
El 28 de junio de 2003, se realizó el primer acto público en favor de los derechos LGBTI, organizado por el GAG-L. La concentración tuvo lugar en la Plaza Italia de Asunción, siendo la antesala de las marchas que se iniciaron al año siguiente.

### Eventos LGBTI
Desde 2004, las organizaciones de la diversidad sexual convocan anualmente la "Marcha del Orgullo por los derechos LGBTI", la cual se celebra cada 30 de septiembre en la ciudad de Asunción. Hasta 2010, la marcha se realizaba cada 28 de junio.
El Festival Internacional de Cine LesBiGayTrans de Asunción, que tiene lugar en el mes de julio, se celebra anualmente desde 2005, siendo el único ciclo de cine que aborda la temática LGBTI en el país. El festival otorga premios en las categorías de cortometraje, largometraje y documental internacional, además de la "Concha de oro" otorgada por voto del público. El evento es organizado por el grupo lésbico Aireana.
Desde 2010, la organización SOMOSGAY realiza el "Besatón", en donde varias parejas gais, lésbicas y heterosexuales se besan frente al Congreso Nacional, en conmemoración del Día Internacional contra la Homofobia, la Transfobia y la Bifobia.

### Organizaciones LGBTI
Diversas organizaciones paraguayas trabajan a través del activismo para conseguir una mayor igualdad de derechos, luchar contra la homofobia y todo tipo de discriminación basada en orientación sexual e identidad de género.
Principales organizaciones LGBTI en Paraguay:
- Red Paraguaya de la Diversidad Sexual (REPADIS), integrada por:
  - Ñepyru, Centro de investigación y educación sexual.
  - It Gets Better Paraguay, Asociación para la Educación en DDHH.
  - Escalando, Asociación de mujeres trans trabajadoras sexuales.
  - Panambí, Asociación de travestis, transexuales y transgénero del Paraguay.
  - Cristianos Inclusivos del Paraguay.
  - Activistas Independientes. El hincha de Sol de América, más conocido como "Batata", es un precursor de los activistas independientes.
- Coalición LGTBI de Paraguay, federación de organizaciones LGBTI y pro-LGBTI:
  - Aireana, grupo por los derechos de las lesbianas.
  - Ñepyru, Centro de investigación y educación sexual.
  - Panambí, Asociación de travestis, transexuales y transgénero del Paraguay.
  - Las Ramonas, organización feminista.
  - Unidos por el Arcoíris, asociación de padres, familiares y amigos de personas gais, lesbianas y trans.
  - Escalando, asociación de personas trans.
  - It Gets Better Paraguay, Asociación para la Educación en DDHH.
  - Somos Pytyvohára, grupo de jóvenes por los derechos sexuales y reproductivos.
  - LESVOS, organización de mujeres lesbianas.
  - Federación LGBT Paraguaya.